# Chiloglanis occidentalis
Chiloglanis occidentalis är en fiskart som beskrevs av Pellegrin, 1933. Chiloglanis occidentalis ingår i släktet Chiloglanis och familjen Mochokidae. IUCN kategoriserar arten globalt som livskraftig. Inga underarter finns listade i Catalogue of Life.